# لری هوگن
لارنس جی. هوگن، جونیر (انگلیسی: Lawrence J. Hogan, Jr.؛ زادهٔ ۲۵ مهٔ ۱۹۵۶) سیاست‌مدار جمهوری‌خواه اهل ایالات متحده آمریکا و فرماندار ایالت مریلند است.